# FV105 Sultan
FV105 Sultan (тр. «Са́лтан», укр. «султан») — бойова броньована машина Британської армії на базі платформи CVR(T). Вона має вищий дах, ніж варіанти бронетранспортерів, що забезпечує комфортніший «робочий простір» всередині. Всередині розміщена велика вертикальна дошка з картою та стіл уздовж одного боку, а з другого — лавка для трьох осіб. Попереду розташовані місця для радиста з чотирма радіостанціями та командира машини, сидіння якого можна підняти, щоб отримати доступ до єдиного кулемета. Водій сидить попереду в невеликому відсіку поруч із моторним відділенням на кріслі з підпружиненим сидінням, яке дозволяє йому відкинутися всередині автомобіля або сидіти вертикально, висунувши голову з люка.
Задня частина машини сконструйована таким чином, щоб її можна було подовжити прикріпленим наметом для формування зони для брифінгу. Дошку з картою можна зняти з транспортного засобу та повісити на стовпи намету разом із верхніми ліхтарями, підключеними до джерела живлення FV105 Sultan. Однак ця опція була прибрана з багатьох автомобілів, що перебувають в експлуатації.
Як і інші машини CVR(T), FV105 Sultan спочатку була оснащена брезентовою «спідницею» для перетину річки. Через високий дах це знадобилося лише в передній частині, яка спускається у воду. «Плавальна спідниця» була остаточно прибрана з усіх транспортних засобів CVR(T) у Британській армії.
FV105 Sultan містить пакет ЗМУ-фільтрів для захисту екіпажу від хімічних газів, біологічних агентів і радіоактивних часток.

## Оператори

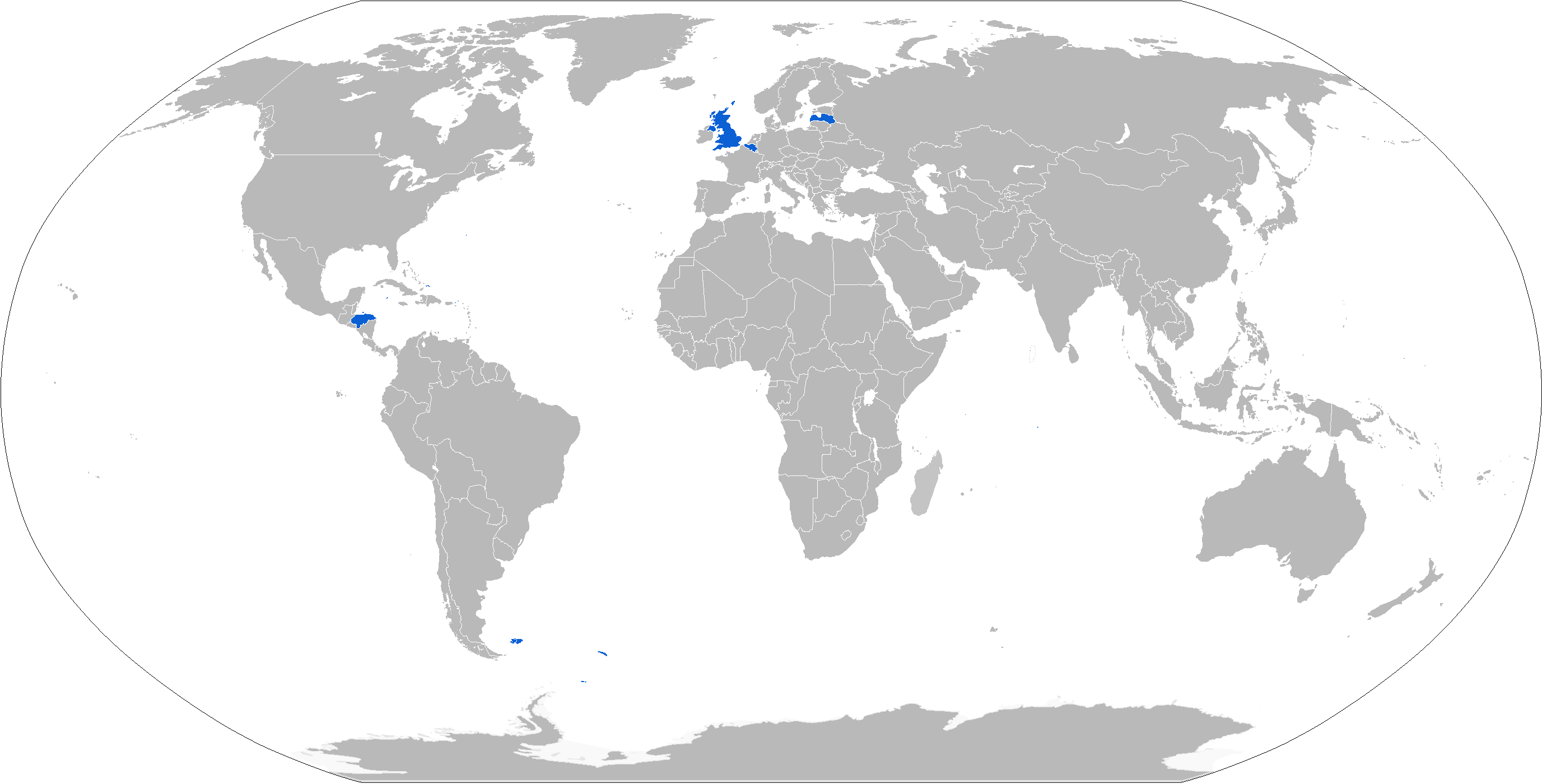
Оператори FV105 позначені синім кольором

### Поточні оператори
- Того
- Бельгія
- Бруней
- Гондурас
- Латвія[2]
- Україна[3]
- Велика Британія
- Венесуела